# Самаривски район
Самаривски район (на украински: Самарівський район) е район на Днепропетровска област, Югоизточна и Централна Украйна. Центърът на района е град Самар. Населението на района е 167 526 души (2022). 

## История
На 18 юли 2020 г., като част от административната реформа на Украйна, броят на районите на Днепропетровска област е намален на седем, а територията на Самаривски район е значително разширена. Един предишен район – Магдалиновски, както и град Новомосковск (днешният Самар), който преди това е град с областно значение извън района, са обединени в Новомосковски район.

## Подразделения
След реформата от 2020 г. районът се състои от 8 громади.